# از اعصار
از اعصار نام یک آلبوم موسیقی است که شامل موسیقی متن دو فیلم به آهنگسازی حسین علیزاده است. موسیقی متن مستند «میراث کهن» به کارگردانی سید محمد میرسلطانی (ترک‌های ۱ تا ۹) و فیلم «زشت و زیبا» به کارگردانی احمدرضا معتمدی (ترک‌های ۱۰ تا ۲۱).

## خوانندگان آلبوم
محسن کرامتی، افسانه رثایی و علی شیرازی (خواننده سنتی) از خوانندگان آلبوم از اعصار هستند.

## فهرست آهنگ‌ها
| ردیف | آهنگ        |
| ۱    | از اعصار    |
| ۲    | پیر و ملک   |
| ۳    | در خلوت     |
| ۴    | آن روزها    |
| ۵    | در خلوت     |
| ۶    | خنیاگران    |
| ۷    | کاروان شب   |
| ۸    | ستایش       |
| ۹    | زمان        |
| ۱۰   | ندا         |
| ۱۱   | رقص تطهیر   |
| ۱۲   | پناه به خدا |
| ۱۳   | وحی         |
| ۱۴   | باران       |
| ۱۵   | مهتاب       |
| ۱۶   | عروج        |
| ۱۷   | بخشنده      |
| ۱۸   | باران       |
| ۱۹   | جار         |
| ۲۰   | ندای وحی    |
| ۲۱   | رقص تطهیر   |